# Écurie Basly
L′écurie Basly est l'une des plus célèbres écuries de course au trot monté du XIXe siècle, en France, avec l'écurie des Forcinal au haras des Rouges-Terres, et l'écurie du marquis de Croix.

## Histoire
L'écurie est créée en 1827 à Saint-Contest dans la plaine de Caen, par A. Basly (Alexandre Basly selon Reynaldo, Augustin Basly selon d'autres sources, notamment selon Charles Du Haÿs). La première course de cette écurie est disputée en 1837 à Caen. L'écurie Basly s'impose comme acteur majeur des courses au trot dès l'année suivante.
En 1853, à la suite de l'arrêt des subventions de l'Etat sur les courses au trot, A. Basly se lance dans l'élevage du Pur-sang en parallèle de celui du trotteur.

## Fonctionnement
L'écurie Basly fonctionne généralement par achat de poulains au moment du sevrage. Elle est gérée par A. Basly et son gendre Jean Marguerin, dit « Margrin », qui dresse et monte les chevaux de course.

## Chevaux célèbres
Parmi les chevaux célèbres issus de l'écurie Basly figure Voltaire (d)  (1833), ancêtre des chefs de race Conquérant et Normand. L'écurie a également entraîné la jument Élisa (d) , mère de Conquérant.
Jean-Pierre Reynaldo estime que le trotteur Eclipse fut le meilleur cheval de l'écurie Basly : interdit de compétition officielle en raison de sa taille située sous le standard, il connut le succès grâce aux paris particuliers.